# Ichika Maeda
Ichika Maeda (japanisch 前田 一翔 Maeda Ichika; * 16. Juni 2006 in der Präfektur Fukuoka) ist ein japanischer Fußballspieler.

## Karriere
Ichika Maeda erlernte das Fußballspielen in der Jugend von Avispa Fukuoka. Hier unterschrieb er im Februar 2025 auch seinen ersten Vertrag. Der Verein aus Fukuoka spielt in der ersten Liga. Sein Erstligadebüt gab Ichika Maeda am 24. Mai 2025 (18. Spieltag) im Auswärtsspiel gegen Cerezo Osaka. Bei der 2:0-Niederlage wurde er in der 79. Minute für Kazuya Konno eingewechselt.